# Фуді
Фу́ді (Foudia) — рід горобцеподібних птахів родини ткачикових (Ploceidae). Представники цього роду мешкають на Мадагаскарі та на Сейшельських, Коморських і Маскаренських островах у західній частині Індійського океану.

## Види
Виділяють сім видів:
- Фуді червоний (Foudia madagascariensis)
- Фуді коморський (Foudia eminentissima)
- Фуді альдабранський (Foudia aldabrana)[9]
- Фуді лісовий (Foudia omissa)
- Фуді маврикійський (Foudia rubra)
- Фуді сейшельський (Foudia sechellarum)
- Фуді родригійський (Foudia flavicans)

Відомий також вимерлий вид фуді: Foudia delloni з острова Реюньйон.

## Етимологія
Наукова назва роду Foudia походить від малагасійської назви червоного фуді (Foudia madagascariensis)